# John R. McNeill
Pour les articles homonymes, voir John McNeill et McNeill.
John R. McNeill, né le 6 octobre 1954 à Chicago (Illinois), est un historien américain, professeur à l'université de Georgetown (Washington, D.C.). Il est surtout célèbre pour son livre Du nouveau sous le soleil : Une histoire de l'environnement mondial au XXe siècle.

## Biographie
John McNeill a obtenu une licence d'histoire au Swarthmore College (près de Philadelphie, Pennsylvanie) en 1975, puis une maîtrise en 1977 et un doctorat en 1981 à l'université Duke (Durham, Caroline du Nord). Il a commencé à enseigner à l'université de Georgetown en 1985, travaillant à la faculté d'histoire et à la faculté Walsh des relations internationales (Walsh School of Foreign Service).
Il est le fils de l'historien William H. McNeill (né en 1917), professeur à l'université de Chicago, avec lequel il a écrit un livre sur l'histoire du monde (The Human Web: A Bird's-eye View of World History. New York : Norton, 2003).

## Œuvres
L'ouvrage le plus connu de McNeill est Du nouveau sous le soleil: Une histoire de l'environnement mondial au XXe siècle, qui fait la chronique des changements extraordinaires apportés par le genre humain sur la planète terre, notamment en termes de pollution, d'exploitation des ressources et de réaménagement de l'environnement. Ce livre a obtenu le prix de l'association mondiale des historiens en 2001, ainsi que plusieurs autres récompenses. Il a été traduit en sept langues.
McNeill a publié de nombreux articles dans des revues spécialisées. Il est l'auteur de plusieurs autres livres : The Atlantic Empires of France and Spain: Louisbourg and Havana, 1700-1763 (Chapel Hill : North Carolina University Press, 1985); The Mountains of the Mediterranean World: An Environmental History (New York : Cambridge University Press, 1992); The Human Web: A Bird’s-eye View of World History (avec W.H. McNeill - New York : Norton, 2003); Mosquito Empires: Ecology and War in the Greater Caribbean, 1640-1914 (New York : Cambridge University Press, 2010) ; ainsi que six autres ouvrages en collaboration avec d'autres auteurs.